# Südkoreanische Badmintonmeisterschaft 1968
Die Südkoreanische Badmintonmeisterschaft 1968 fand Ende November 1968 in Seoul statt. Es war die zehnte Austragung der nationalen Titelkämpfe von Südkorea im Badminton.	

## Finalergebnisse
| Disziplin    | Sieger                        | Finalist                    | Ergebnis |
| ------------ | ----------------------------- | --------------------------- | -------- |
| Herreneinzel | Han Sung-kwi                  | Kim Eui-gon                 | 2-0      |
| Dameneinzel  | Lee Young-soon                | Kang Young-sin              | 2-0      |
| Herrendoppel | Ro Choung-kwon Kim Bong-sub   | Kim Eui-gon Choi Il-hyun    | 2-1      |
| Damendoppel  | Lee Young-soon Kang Young-sin | Lim Hye-sook Jeong Moon-hee | 2-1      |
| Mixed        | Ro Choung-kwon Lee Young-soon | Kim Bong-sub Kang Young-sin | 2-1      |